# Karşıyaka Spor Kulübü (pallavolo femminile)
Il Karşıyaka Spor Kulübü è un club di pallavolo femminile turco, con sede a Smirne: milita nel campionato turco di Voleybol 1. Ligi e fa parte della polisportiva Karşıyaka Spor Kulübü.

## Storia
Il Karşıyaka Spor Kulübü nasce nel 1912 all'interno della omonima polisportiva. Dopo la nascita del campionato turco, il club non hai mai ottenuto grandissimi risultati fino agli anni duemila: nella stagione 2006-07 il club si classifica al terzo posto, ottenendo il diritto a partecipare per la prima volta ad una competizione europea, la Coppa CEV, in cui viene eliminato ai primi turni e retrocesso in Challenge Cup. Anche nella stagione successiva si qualifica per la Coppa CEV, venendo nuovamente eliminato e retrocesso in Challenge Cup, che rinuncia di disputare.